# Ivato (Atsimo-Atsinanana)
Ivato is een plaats en commune in Madagaskar, behorend tot het district Vondrozo. Tijdens de laatste volkstelling (2001) telde de plaats 7.877 inwoners. 
De plaats biedt alleen lager onderwijs. 99,5% van de inwoners werkt in de landbouw, de belangrijkste landbouwproducten zijn rijst en bananen; andere belangrijke producten zijn koffie en cassave. In de dienstensector werkt 0,5% van de inwoners. 